# Campodarsego
Campodarsego (Canpodàrsego in veneto) è un comune italiano di 15 132 abitanti della provincia di Padova in Veneto, situato a nord del capoluogo di provincia.
Il comune è stato riconosciuto città e fa parte della Federazione dei Comuni del Camposampierese.

## Origini del nome
Campodarsego è nominata per la prima volta nel 1199, quando si cita la «villa Campi de Arsico».
Si tratta chiaramente di un nome composto, formato da campo e Arsego. Condiviso in parte con quello della vicina Arsego di San Giorgio delle Pertiche, potrebbe derivare da arsu "arso", per la povertà del suolo. Oppure, dalla presenza di un piccolo fiume detto Arsego, toponimo legato sempre ad "arso" nel senso di "asciutto, povero d'acqua".
Per quanto riguarda la toponomastica minore, Campanigalli dovrebbe significare "campo di panico", mentre Bosco del Vescovo ricorda la presenza di una vasta area forestale di proprietà del vescovo di Padova.

## Storia

### Il Graticolato romano
Il territorio era però abitato già da molti secoli. Il punto di partenza della storia di Campodarsego non può essere che il graticolato romano. Nel periodo paleoveneto la zona dell'Alto Padovano si presentava ricca di vegetazione, godeva di un clima mite e beneficiava della pendenza del terreno che permetteva il deflusso delle acque piovane.
Era percorsa da una strada che collegava Padova ad Asolo, quella che poi diventerà la via Aurelia e, dopo ancora, la strada statale del Santo SS 307.
I Romani infatti scelsero questa terra fra il Brenta ed il Muson Vecchio, per realizzare la centuriazione dell'Agro Padovano.
Il gromatico, così si chiamava il tecnico incaricato alla stesura dell'insediamento, posto al centro della centuriazione segnava due assi perpendicolari fra loro: il primo chiamato Decumano Massimo, ed il Cardine Massimo. 
Il Graticolato Romano, probabile opera del periodo dell'imperatore Augusto (nel quale decretata la pace si era provvisto ad assegnare la terra ai veterani), è tuttora visibile. Questa interpretazione è confermata dal recente rinvenimento di monete, cocci ed embrici con il timbro di una fornace.

### Il primo Cristianesimo
Dopo la libertà di religione concessa dall'imperatore Costantino iniziò la lenta penetrazione del Cristianesimo nelle campagne, con la costituzione delle pievi. Le pievi si sostituirono alle strutture sociali, salvaguardando l'ordinamento civile e il bene comune e diventarono importanti centri religiosi e politici. A Campodarsego operava la pieve di Sant'Andrea (VI secolo d.C.). Sotto la sua giurisdizione nascono le cappelle di Reschigliano, Fiumicello di Campodarsego, Bronzola, Panigale, Villanova e Codiverno.

### Medioevo
Verso l'anno Mille, l'ordinamento pagense che caratterizzava la zona di Campodarsego venne sconvolto dalla nascita delle Signorie, ovvero dei piccoli stati guidati da nobili locali che governavano in modo assoluto sulle proprie terre.
In questo contesto, Sant'Andrea e il suo castello divennero proprietà di Speronella Dalesmanni, una delle donne più singolari del Medioevo. Speronella era una donna molto avvenente e ricca, che non esitava a utilizzare qualsiasi mezzo, anche i più aberranti, per accrescere il proprio patrimonio.
Dopo la morte di Speronella, tutte le sue proprietà vennero ereditate dal figlio Jacopo da Sant'Andrea, il quale dilapidò in breve tempo tutto il patrimonio accumulato dalla madre. Questo fatto suscitò un grande clamore nell'Italia dei Comuni, tanto che persino Dante Alighieri lo citò nella Divina Commedia, tra gli scialacquatori dell'Inferno.
Negli anni successivi, il territorio di Campodarsego venne annesso al feudo dei da Camposampiero, una delle famiglie nobili più potenti della zona. Nel 1405, con la caduta della Signoria dei da Carrara, la zona di Campodarsego divenne parte della Serenissima Repubblica di Venezia, che governò la regione fino alla fine del XVIII secolo.
Durante il periodo veneziano, la zona di Campodarsego conobbe un notevole sviluppo economico e culturale, grazie alla presenza di importanti infrastrutture, come la strada che collegava Padova a Vicenza, e alla promozione di attività agricole e commerciali. Oggi, Campodarsego rappresenta un importante centro urbano della regione del Veneto, che conserva gelosamente la sua storia e il suo patrimonio culturale.

### Dalla Serenissima al Regno d'Italia
Sotto il dominio veneziano, la zona dove si trova Campodarsego beneficiò di importanti interventi di pubblica utilità, soprattutto nell'agricoltura e nel commercio. Il periodo veneziano fu caratterizzato da un notevole sviluppo economico e culturale, che portò alla realizzazione di importanti opere pubbliche e infrastrutture.
Tra queste opere, va ricordata l'importante opera di bonifica del XVII secolo, che permise di aumentare le coltivazioni di mais, vite e gelso nella zona di Campodarsego. In questo periodo, l'agricoltura e la produzione di seta erano le principali attività economiche della zona, grazie alla presenza di terreni fertili e alla vicinanza al fiume Brenta, che rappresentava una importante via di trasporto.
Con la caduta della Repubblica Serenissima nel 1797, la zona passò sotto il controllo della Francia di Napoleone Bonaparte, che portò avanti importanti riforme amministrative e giuridiche. Successivamente, nel 1815, la zona passò sotto il controllo dell'Impero d'Austria, che portò avanti una politica di restrizioni economiche e di limitazione della libertà culturale.
Nel corso del XIX secolo, la zona di Campodarsego fu coinvolta nelle lotte risorgimentali per l'unificazione dell'Italia. Nel 1866, dopo la Terza Guerra d'Indipendenza, il Veneto venne annesso al Regno d'Italia, ponendo fine al dominio austriaco sulla regione.
Da quel momento in poi, la zona di Campodarsego conobbe un periodo di sviluppo e modernizzazione, grazie alla costruzione di nuove infrastrutture e alla promozione di attività economiche e culturali. Oggi, Campodarsego è una città moderna e vivace, che conserva gelosamente il suo patrimonio storico e culturale, rappresentando un importante centro urbano della regione del Veneto.

### Simboli
Lo stemma comunale e il gonfalone sono stati concessi con regio decreto del 7 gennaio 1938.
Lo smalto di rosso per il campo fu imposto dalla Consulta Araldica per ricordare l'origine del toponimo Campodarsego da "campo arso". I tre pali ondati rappresenterebbero i tre corsi d'acqua che solcano il territorio: Muson dei Sassi, Tergola e Piovego (o Lusore).
Il gonfalone è un drappo partito di bianco e di rosso.

## Monumenti e luoghi d'interesse

### Architetture religiose
- Chiesa di Sant'Andrea apostolo e della Beata Vergine Maria di Lourdes, chiesa in stile neoclassico inaugurata nel 1904, luogo di culto cattolico della frazione Sant'Andrea.
- Chiesa di San Nicola a Fiumicello

- Chiesa di Santa Maria Assunta nel capoluogo comunale, costruita tra il 1904 ed il 1908[8]

### Fabbricati storici e monumentali
- Villa Da Rio
- Villa Mattiazzo Gelmi Bano
- Villa Romiati
- Villa Bano
- Villa Menini
- Villa Morandi Ferrarin
- Villa Aghito Tergolina-Ometto
- Villa Mattiazzo Geppino

## Società

### Evoluzione demografica
Abitanti censiti

Come tutto il territorio del Veneto centrale, anche a Campodarsego si è assistito negli ultimi decenni ad un'urbanizzazione e cementificazione forsennate. Il consumo di suolo ha provocato la quasi completa scomparsa della campagna che caratterizzava da sempre il territorio.

## Geografia antropica

### Frazioni
Il comune di Campodarsego, situato nella provincia di Padova, è composto non solo dal centro abitato principale, ma anche da altre quattro frazioni: Bronzola, Fiumicello, Reschigliano e Sant'Andrea, oltre ad altre località minori come Bosco del Vescovo e Campanigalli, meglio conosciuta come Panigale.
Bronzola è una frazione situata a nord del comune, vicino alla strada provinciale che collega Campodarsego a Padova. La frazione è caratterizzata da una natura rigogliosa e da una serie di antichi edifici storici, tra cui la chiesa di San Giorgio.
Fiumicello è una frazione situata a sud-est del comune, vicino al fiume Brenta. La frazione è caratterizzata dalla presenza di alcune attività commerciali e di una serie di edifici storici, tra cui la chiesa di Sant'Antonio Abate.
Reschigliano è una frazione situata a sud-ovest del comune, vicino alla strada provinciale che collega Campodarsego a Padova. La frazione è caratterizzata dalla presenza di alcune attività commerciali e di una serie di edifici storici, tra cui la chiesa di San Giovanni Battista.
Sant'Andrea è una frazione situata a nord-ovest del comune, vicino alla strada provinciale che collega Campodarsego a Camposampiero. La frazione è caratterizzata dalla presenza di un antico castello, che nel corso dei secoli ha subito diverse trasformazioni architettoniche.
Bosco del Vescovo è una località situata a nord del comune, caratterizzata dalla presenza di una fitta vegetazione e da una serie di sentieri che la attraversano. La località è molto frequentata dagli amanti del trekking e delle escursioni nella natura.
Campanigalli, meglio conosciuta come Panigale, è una località situata a sud del comune, caratterizzata dalla presenza di alcune attività commerciali e di un'antica chiesa, la chiesa di San Rocco.

## Economia
A Campodarsego ci sono diverse realtà produttive importanti, come: il marchio Carraro con i due stabilimenti dei fratelli Mario e Antonio, che producono, rispettivamente, assali per macchine agricole e trattori; il colorificio Top Color, uno dei rivenditori di finiture per l’edilizia più completi del Triveneto, la Maschio Gaspardo, che produce grandi macchinari agricoli; l'azienda di valigeria Roncato; la ditta Zanon s.r.l., esportatrice di macchine agricole; e, dal 1930, la ditta Marcato s.r.l., produttrice di macchine per la pasta.

## Amministrazione

### Sindaci dal 1990
| Periodo | Periodo   | Primo cittadino | Partito      | Carica  | Note |
| ------- | --------- | --------------- | ------------ | ------- | ---- |
| 1995    | 1999      | Paolo Scapin    | Lista civica | Sindaco |      |
| 1999    | 2010      | Paola Candiotto | Lista civica | Sindaco |      |
| 2010    | 2020      | Mirko Patron    | Lista civica | Sindaco |      |
| 2020    | In carica | Valter Gallo    | Lista civica | Sindaco |      |

## Sport
- Campodarsego Calcio, milita dal 2015 in Serie D, ottiene subito un ottimo secondo posto alle spalle del Venezia. Nel 2019-2020 vince il Girone C della Serie D e ottiene il diritto a iscriversi in Serie C, ma rinuncia per motivi economici.[10]
- US Bronzola

L'impianto di gioco più importante era il Comunale di Campodarsego, ma dal 2015 il Campodarsego gioca al Centro Sportivo Gabbiano, munito di tribune per 1.000 spettatori.